# Planctomycetota
Phylum
Synonymes
- Planctobacteria (Cavalier-Smith 1987) Cavalier-Smith 2020
- Planctomycetota Whitman et al. 2018
- Planctomycetaeota Oren et al. 2015
- Planctomycetes Garrity & Holt 2001

Les  Planctomycetota (anc. Planctomycetes), en français les Planctomycètes, sont un phylum du règne des Pseudomonadati au sein du domaine Bacteria. Son nom provient de Planctomyces qui est le genre type de ce phylum.
Ce sont des bactéries aquatiques qui se trouvent dans des terrains saumâtres, marins ou d'eau douce, mais aussi des bactéries terrestres qui jouent un rôle important dans le processus anammox. Elles se reproduisent par bourgeonnement. La structure des organismes de ce groupe est ovoïde avec une tige, à la terminaison non-reproductive, qui les aide à se joindre les uns aux autres au cours du bourgeonnement.

## Structure
Les organismes appartenant à ce groupe n'ont pas de maillage en peptidoglycane dans leur paroi cellulaire. Les peptidoglycane sont des hétéropolymères importants présent dans la plupart des parois des cellules bactériennes, qui constitue un élément de protection dans la paroi squelettique. Au lieu de cela, ils sont constitués de glycoprotéines riches en glutamate. Les planctomycètes ont des structures internes plus complexes que ce qu'on attend généralement chez les procaryotes. Même si elles n'ont pas un noyau dans le sens eucaryote, le matériel nucléaire peut parfois être enfermé dans une double membrane. En plus de ce nucléoïde, il existe deux autres membrane séparées : le riboplasme (ou pirellulosome) qui contient le ribosome et les protéines, et le paryphoplasme qui ne contient pas de ribosomes (Glockner, 2003).

## Génome
Le séquençage de l'ARN ribosomique montre que les Planctomycètes sont assez éloignés des autres eubacteria. Les groupes les plus proches semblent être les Verrucomicrobia et Chlamydiae. Un certain nombre de gènes impliqués dans des voies essentielles ne sont pas organisés en opéron, ce qui est assez inhabituel chez les bactéries (Glöckner, 2003). Un certain nombre de gènes semblables à des gènes eucaryotes ont été mis en évidence à l'aide de comparaison de séquences. Par exemple un gène de Gemmata obscuriglobus présente une similarité significative par rapport au gène de l'intégrine alpha-V, qui est une protéine qui joue un rôle important dans la transduction du signal transmembranaire chez les eucaryotes (Jenkins et al., 2002).

## Cycle de vie
Le cycle de vie est constitué de deux phases où alternent une cellule sessile (immobile, accrochée à une paroi) et une cellule à flagelle. Les cellules sessiles bourgeonnent pour former des cellules à flagelle, qui iront nager un certain temps avant de se rattacher à leur tour à une paroi et commencer leur reproduction.

## Historique
Décrit en 1987 sous le nom de groupe Planctobacteria par Cavalier-Smith, cette appellation n'a jamais connu l'adhésion de la communauté scientifique. Ce phylum a ensuite été décrit sous le nom de Planctomycetes par Garrity et Holt. Adopté par les scientifiques mais publié de manière non valide, ce taxon a été republié en 2021 pour se conformer aux règles de nomenclature de l'ICSP et renommé Planctomycetota en maintenant l'autorité d'invention à Garrity et Holt mais avec la date de validation de 2021.

## Taxonomie

### Étymologie
L'étymologie de Planctomycetota est la suivante : Planc.to.my.ce.to’ta N.L. masc. n. Planctomyces, genre type du phylum; N.L. neut. pl. n. suff. -ota, suffixe pour définir un phylum; N.L. neut. pl. n. Planctomycetota, le phylum des Planctomyces,.

### Phylogénie
Dans sa classification controversée, Cavalier-Smith a postulé que le groupe des Planctomycetes est dans le clade Planctobacteria, dans les grandes clade Gracilicutes.

## Liste des classes
Selon la LPSN (11 juin 2025) ce phylum contient deux classes publiées de manière valide :
- Phycisphaerae Fukunaga et al. 2010
- Planctomycetia Ward 2020

Il contient en outre deux classes Candidatus (Ca.) en attente de publication valide :
- « Ca. Brocadiia » corrig. Jenkins & Staley 2013
- « Ca. Uabimicrobiia » Lodha et al. 2021